# Xavier Wulf
Ксав'єр Берд (англ. Xavier Beard), відомий як Xavier Wulf — американський репер. Входить до об'єднання Seshollowaterboyz.

## Кар'єра
Він приєднався до колективу Raider Klan у 2012 році і спочатку випускав музику під ім'ям Ethelwulf. Свій дебютний мікстейп «The Wolf Gang's Rodolphe» він випустив під ім'ям Ethelwulf у 2012 році, а наступного року покинув Raider Klan і змінив сценічний псевдонім на Xavier Wulf. Свій перший повноформатний альбом він випустив у 2015 році під назвою «Project X».
У 2020 році він випустив спільний альбом «BRACE» з Bones, а потім «Bennington Forest» з Idontknowjeffery, ще одним репером з Мемфіса. Того ж року він взяв участь на мікстейпі Denzel Curry «13lood 1n + 13lood Out Mixx». У 2020 році записав пісню «Don't Touch the Remote» з продюсером Marcelo для телеканалу Adult Swim.
У жовтні 2022 року його пісня «Psycho Pass» з мікстейпу 2014 року «Blood Shore Season 2» отримала золотий сертифікат від Американської асоціації звукозапису.
У 2023 році він оголосив, що візьме участь у турі «In Loving Memory Tour» разом з Боунсом та Едді Бейкером.

## Особисте життя
Берд відомий своїм захопленням та інтересом до автомобільної сфери, особливо до тюнінгу автомобілів та дрифту.

### Звинувачення у домашньому насильстві
12 березня 2024 року колишня дівчина Берда, з якою він зустрічався 5 років, розмістила на сабредіті r/TeamSESH у Reddit допис, у якому звинуватила його в сексуальному насильстві, жорстокому поводженні з тваринами, домашньому насильстві, а також у надмірному вживанні наркотиків MDMA, кокаїну та ліну. Колишня Берда, яка на платформі зареєстрована під ніком u/Gianyasami, стверджує, що у них були серйозні стосунки протягом п'яти років, починаючи з вересня 2018 року, які різко погіршилися в грудні 2018 року. Одна з його колишніх подруг і дизайнерів під ніком u/Anglicfilths пізніше підтвердила й підтримала її ствердження.

## Дискографія

### Альбоми
- 2015 — Project X
- 2020 — BRACE (з Bones)
- 2020 — Bennington Forest (з Idontknowjeffery)
- 2020 — RUDE DOG (з Quintin Lamb)

### Мініальбоми
- 2013 — Shut up be Quiet
- 2013 — Shut Up Listen
- 2013 — To Be Continued
- 2014 — Rare Wulf
- 2018 — Sitting Wulf
- 2018 — Caves (з Bones)
- 2019 — BATTLE STAR X PART 1 (з Marcelo)
- 2021 — GARAGE PUNK (з Quintin Lamb)

### Мікстейпи
- 2013 — The Wolf Gang's Rodolphe (як Ethelwulf)
- 2014 — Blood Shore Season 1
- 2014 — Blood Shore Season 2
- 2015 — Tundra Boy Season 1
- 2016 — Tundra Boy Season 2
- 2017 — The Local Man
- 2018 — East Memphis Maniac
- 2022 — Blood Shore Season 3

### Збірки
- 2018 — Greatest Hits, Pt. 1